# Lissítsino
Lissítsino (en rus: Лисицыно) és un poble de l'óblast de Vladímir, a Rússia, segons el cens del 2010 tenia 29 habitants. Pertany al districte de Kirjatx.